# 大塚露那
大塚 露那（おおつか つゆな、1986年6月21日 - ）は、タレントで、元子役。神奈川県生まれ。血液型はO型。子役時代の身長は150cm。劇団東俳所属、かつてはTMOパントナイフに所属していた。趣味は、手芸、ピアノ、おしゃべり。特技は、タップダンス、ジャズダンス。

## 主な出演

### テレビドラマ
- 凛々と（1990年、NHK総合）
- 土曜ドラマ（NHK)
  - 新十津川物語（1992年） - 栃谷あい 役
- はやぶさ新八御用帳（1993年-1994年、NHK総合） - 千代 役
- いつか好きだと言って（TBS）-佐伯きらら役
- ハロー張りネズミ（TBS） - 赤坂朝香 役
- 先生知らないの?（TBS）
- 君が見えない（1994年、フジテレビ） - 賀来千香子の少女時代 役
- あばれ八州御用旅 第4シリーズ 第12話「国定忠治 涙の八木節」（1994年、テレビ東京） - おつね 役
- 江戸の用心棒 第18話「狙われた父娘」（1994年、日本テレビ） - お米 役
- 透明人間（1996、日本テレビ）
- はぐれ刑事純情派第10シリーズ 第20話「不倫に賭けた妻！父の手料理」（1997年、テレビ朝日）- 向井典子 役

### その他
- 激走戦隊カーレンジャー（テレビ朝日）- 恵美 役
- ビーロボカブタック（テレビ朝日）- 立川愛 役
- 週刊こどもニュース（NHK総合）
- あつまれ!たんけんたい（月刊ビデオ「ぽん・ぱ」） - あい 役

### テレビCM
- ナショナル「パルック」「キャニスター」
- ハウス食品「ククレカレー」
- 花王「ハミング」
- 森永製菓「パックンチョ」「ビッツ」